# Палеолит
Палеолит или старије камено доба, је период који се протеже од пре 2,6 милиона година до 10.000. године п. н. е. Обележио га је настанак и развој хоминида и првобитног оруђа и оружја, најчешће од камена (треба напоменути да су нађени и остаци оруђа и оружја и од кости и рога) по чему и добија назив камено доба. Антрополози су проучавањем скелетних остатака могли да одреде физичке особине тадашњих организама.
Сама реч палеолит потиче од грчке сложенице παλαιολιθικός - од речи - παλαιός - „стар“ и λίθος - „камен“.
Палеолит смењује следеће доба - мезолит.

## Подела палеолита
- Рани палеолит (2,6 милиона година до 120.000. п. н. е.) користе се прве, примитивне камене алатке (појава лат. Homo erectus и лат. Homo sapiens)
- Средњи палеолит (300.000 до 30.000. п. н. е.) - доба неандерталаца, јавља се савршеније оруђе.
- Касни палеолит (40.000 до 11,000. п. н. е.). Јављају се први језици, епоха кромањонског човека.

У геолошкој хронологији ово је епоха плеистоцена
| Доњи палеолит   | Доњи плеистоцен   | од пре 2,6 милиона година до пре 730.000  |
| Доњи палеолит   | Средњи плеистоцен | од пре 730.000 до пре 128.000 година      |
| Средњи палеолит | Горњи плеистоцен  | од пре 128.000 до пре 40.000 година       |
| Млађи палеолит  | Горњи плеистоцен  | од пре 40.000 година до пре 13.000 година |

## Генеза човека кроз палеолит

### Хоминиди
Најстарији нађени остаци примата потичу из периода од пре 65 милиона година, а нађени су у Пургатори Хилу (САД). По налазишту су и названи лат. Purgatorius. Око пре 35-25 милиона година одваја се линија хоминида. Хоминиди до пре 8, односно 7 милиона година заузимају саване, током овог времена лат. Ramapithecus-и се усправљају.
Хоминиди су прва човеколика бића. Више су личили на мајмуне али су по усправном држању и конструкцији шаке подсећали на човека. Појавили су се на Земљи пре око 3,5 милиона година на подручју Африке. Ричард Лики син чувених антрополога Луиса и Мери Лики пронашао је у Кенији 1969. године прву комплетну лобању хоминида који је у научној класификацији означен као врста аустралопитекуса.

### Основне фазе хоминизације
| 1. ФАЗА      | до 65 милиона година          | лат.                                                                       | Најстарији примат пронађен у Пургатори Хилу у САД                                                                           |
| 2. ФАЗА      | до 35 милиона година          | Олигопитек, Еолопитек, Египтопитек, Проплиопитек                           | (претходници лат. -usa) |
| 3. ФАЗА      | до 25 милиона година          | „Избор“ - одваја се линија хоминида                                        | први пут се јавља 32 зуба (као код савременог човека)                                                                       |
| 4. ФАЗА      | до 8/7 милиона година         | Рамапитек (који се усправља)                                               | запремина мозга - 400 cm³, почиње „почовечавање“                                                                               |
| 5. и 6. ФАЗА | до 200/100.000 година         | „очовечавање“ - Аустралопитек - „хомо фабер“ - Хомо хабилис - Хомо еректус | Овладавање ватром, карактеристике хоминида: - 1-1.5 висина, 20-30kg тежине и 500 - 800 запремина мозга - 1000 запремина мозга |
| 7. ФАЗА      | почиње пре око 100.000 година | период Разумног човек и Неандерталца                                       | запремина мозга 1200 до 2000                                                                                                |

### Хомо хабилис
Пре око 2 милиона година у Африци се појавио први прави човек (припадник рода човек (хомо)). Он се изгледом још увек разликовао од данашњег човека. Био је нешто виши од хоминида и имао је већи мозак али је још увек ходао погрбљен а тело му је било обрасло длаком. Споразумевао се крицима и покретима руку а оно што га је чинило човеком била је вештина прављења оруђа. Зато су га научници назвали вешт човек (хомо хабилис).
Његово оруђе био је обичан камен оштрих ивица који је добијао ударањем већег камена о стену. Израда прве алатке означава почетак старијег каменог доба. Хомо хабилис| или вешти човек је оштрим каменом могао да разбије орахову љуску или корњачин оклоп, да отвори шкољку или да убије глодара али не и да лови веће животиње. Хранио се углавном биљкама, јестивим плодовима, пужевима и скакавцима. Стално је био у покрету трагајући за храном, није имао станиште а у случају непогоде склањао се под природне заклоне, као што су надстрешнице од стења. У пећине није улазио јер су их насељавали јачи од њега — пећински лав, сабљозубе мачке и други месождери. Вешти човек је користио ватру за грејање и одбрану од животиња али само ако би је нашао у природи. Кретао се у групама чија је величина зависила од расположиве хране. Прве људске заједнице су се састојале од вероватно 15 до 20 чланова, називамо их чопор или хорда пошто је у њима као и код многих животиња право јачег, вођа је увек био најснажнији мушкарац.

### Хомо еректус
- старост - (?)1,5 милиона година - 200.000 година
- висина тела - 160-165
- мождана запремина - 700-1000cm³
- одлике лобање:незнатно пресвођавање можданог дела лобање, надочни лукови масивни и наглашени, посторбитално стезање слепоочног угла, коштани зидови веома дебели, у окципиталној пројекцији ширина лобање лежи ниско
- одлике лица: велика ширина носног отвора, мандибула велика и масивна, као и зуби, обрадак раван, очњаци нешто више одвојени
- посткранијални скелет:карактеристике хоминида
- култура: култура камених језгра, почиње употреба ватре

Пре око 1,6 милиона година настао је усправљен човек (хомо еректус). Био је растом висок скоро као савремен човек, имао је 2/3 кранијалног капацитета савременог човека. Правио је бољи алат од вештог човека, јер се служио обликованим каменом. Умео је да направи и дрвено копље помоћу кога је могао да лови и крупније животиње. Усправљен човек је био први ловац. Јео је више меса од својих предака и огртао се животињском кожом. Његово највеће достигнуће је вештина паљења ватре. Уз помоћ ватре је спремао и кувану храну, што му је вероватно продужило животни век и могао је да се брани од непријатеља. Почиње да прелази и на друге континенте.

### Хомо сапијенс и хомо неандерталенсис
Пре око 300 000 година појављује се хомо сапијенс (дословно „разуман човек”). Основна карактеристика је говор. По физичким одликама био је исти као и ми мада су постојале неке под врста које су се разликовале као што су неандерталци.
Неандерталац (хомо неандерталенсис) је назив за посебну врсту праисторијског човека који је насељавао Европу. Име је добио по долини речице Неандер у Немачкој, где су пронађени његови остаци. Неандерталци су били виши и снажнији од данашњег човека.
Датују се у 120.000 до 35.000 година. Сматра се да су били високи 160 до 165 cm, мождане запремине 1200-1600 кубних центиметара.
Дели се у три групе:
- пренеандерталац, ова група морфолошки припада неандерталцу, али одлике нису екстремно изражене. Типични представници су нађени на локалитетима Сакопасторе (Италија) и у Крапини (Хрватска)
- пресапиенс, налаз лобање из Штајнхајма најбоље репрезентује ову групу, као и лобања из Скул V из Израела. Ова група је базична форма за даљи развој ка човеку (ка сапиенс типу)
- класични неандерталац - класична група са израженим одликама.

Одлике неандерталаца
- старост - 100.000-40/35.000 година
- висина тела - 160-165
- мождана запремина - 1200-1600
- одлике лобање:раван кров лобање, затиљак мање или више повијен, надочни лукови присутни целом ширином чела, чело релативно мало повијено, посторбитално стегнута слепоочна кост
- одлике лица:лат. Fossa canina недостаје, вилице врло масивне, велики угао зуба (зубни низ) повучен обрадак (супротно од форме савременог човека)
- посткранијални скелет:карактеристике хоминида
- култура: култура језгра и одбитка, окресивање алатки, употреба ватре, сахрањивање покојника

Судећи према сачуваним лобањама, имали су снажне вилице и зубе, оштру браду избачену напред, ниско искошено чело и избачене аркаде. Били су изузетни ловци, користили су кремено копље, кремену секиру и боле (камење привезано за кожне каишеве које се вртећи у круг баца далеко и обмотава око животињских ногу). Често су се склањали у пећине јер су оне имале приближну температуру и лети и зими. За становање су користили само предњи део, пошто је унутрашњост била мрачна и влажна. Неандерталци су били веома напредни за своје доба. Они су први сахрањивали мртве уз одређене церемоније. У гробове су стављали храну, цвеће и оружје, што указује на то да су веровали у загробни живот. Њихове заједнице нису имале особине хорде или чопора, јер су бринули о слабима и болеснима. С пажњом су сахрањивали и оне који нису били способни за рад. Неандерталци су такође први праисторијски људи за које се зна да су живели у оквиру породице. Живот у пару и везаност за заједничко потомство представљају велики напредак у развоју људског друштва. Неандерталци су изумрли између 40.000 и 30.000 година п. н. е. а да нико не зна зашто. Могуће је да нису успели да се прилагоде новом таласу захлађења или су их можда истребили преци данашњих људи. Највероватније је да су се малобројнији неандерталци измешали са разумним човеком који је населио Европу.
Одлике Разумног човека
- старост - 35.000 година
- висина тела - 150-200
- мождана запремина - 1200-2000cm³
- одлике лобање: хватиште мишића на лобањи слабо изражена, чело у латералној пројекцији близу вертикале, надочни луци нису развијени целом дужином, затиљак лежи око средине задњег лобањског лука, велики лобањски отвор помакнут напред, што је резултат усправног хода
- одлике лица: редукција виличног апарата, незнатна величина зуба, трећи молар је обично мањи или чак редукован, конкаван профил горње вилице, лат. Fossa canina присутна само код Х. сапиенса, на доњој вилици присутан истурен обрадак
- посткранијални скелет:релативно танке и лаке кости
- култура: култура оруђа са доминантним оштрицама, рађа се уметност

Између 35.000 и 20.000 година п. н. е. праисторијски људи су унапредили израду ловачког оружја и направили нова, као што су лук и стрела, коштана удица и бодљикави харпун. Открили су и коштану иглу, што им је омогућило да шију одећу, кожне чамце и да израђују накит. Они и даље живе номадским начином живота, али се, захваљујући богатом улову, дуже задржавају на једном месту. Око 20.000. године п. н. е. почели су да прелазе из Азије у Аустралију на чамцима и сплавовима, а у Америку копном, на месту данашњег Беринговог мореуза. Овом напреднијем праисторијском човеку научници су дали латински назив Хомо сапиенс сапиенс, што значи веома разуман човек. Зову га још и савремен човек.
Просечна висина је 150-200cm, мождана запремина 1200-2000 кубних центиметара. Распрострањеност у првих 20.000 година само у Европи, Азији и Африци, а пре око 15.000 година и у Америци.
Припадници ове врсте су и кромањонци, који су се појавили у Европи пре око 35.000. Име су добили по пећини Кромањон у јужној Француској, где су први пут пронађени њихови остаци. Са широким челом, добро дефинисаном вилицом и малим обрвичним костима, изгледали су као данашњи људи. Кромањонци су били изузетни ловци, бољи од неандерталаца. Хватали су бизоне, јелене, мамуте, ирвасе и друге животиње, о чему сведоче призори лова које су насликали на зидовима пећина.

## Културе млађег палеолита
- Шателперон култура, прелаз између мустеријера и млађег палеолита (35.000 година). За ову културу су карактеристични једноставни издужени стругачи, благо заобљени ножеви са ретушом на једној ивици.
- Орињачка култура, назив је добила по Орињаку, у пределу горње Гароне, датује се у 30.000 годину. Широко је распрострањена у Западној Европи. Одговара кромањонским људима. Инвазивног је порекла из централне Европе. Оруђа су врло брижљиво и квалитетно обрађена (оштро окресивање са уским паралелним браздама). Карактеристични су чунасти стругач, повијено длето у дугачка сечива са две сечице. Коштани алат је такође присутан и то: копља (кратка, робусног облика и засечена при дну), игле, шила, шиљци. Прављене су командне палице од рога. У орињаку је почетак апстрактне фигуралне уметности (пластика, цртежи, гравуре у костима, камену итд) Значајни локалитети су: Алтамира (Шпанија), Орињак, Фон де Гом, Лосел, Пећина Ласко (сви у северној Француској), Костјенки (Русија).
- Граветијен, (назив по Ла Гравет у Дордоњи), Датује се око 25.000. године п. н. е. Карактеристична су мала сечива са праволинијским обореним хрптом од неколико центиметара. Шиљци су служили као врхови за стреле, кост се мање користи и немарније обликује, а предмети од кости и слоноваче се декоришу једноставним геометријским мотивима. Карактеристичне су палеолитске венере од камена, слоноваче, глине... Чувени локалитет је Вилендорф у Аустрији где је пронађена Вилендорфска Венера.
- Солитрејска култура, датује се око 18000. године п. н. е. Обележавају је шиљци у облику ловоровог листа, окресани плитким ретушом са обе стране. Иновација је одбацивач са куком на једном крају. Слична овој је Селетијенска култура.
- Магдаленијен (15000-9000. године п. н. е.), у овом периоду ишчезавају мамути, носорози и ирваси, кремена оруђа су мање типична и ређе се користе, док се највише користе кости и рог. Од кости и ирвасовог рога се праве одбацивачи и „командне палице“. Харпуни имају један или два низа зубаца, цилиндричног облика. Игле имају ушице, предмети од кости се гравирају представама животиња. У овој култури недостаје округла пластика, али су карактеристичне гравире и барељефи, истиче се пећинско сликарство (Пећина Алтамира, Пећина Ласко, Фон де Гом, Ле Компареј...) Матично подручје културе је југозападна Француска и северна Шпанија.

### Уметност палеолита
Палеолитска уметност развија се у два основна облика - предметна, откривена са алаткама и оружјем и прилично добро датована и зидна, уметност осликавања зидова пећина.
Разликујемо следеће периоде:
- Предфигуративни период - припада напредном мустеријенском добу (око 50.000 год.), током кога се познаје окер, скупљају се фосили али немамо потврду о фигуралним делима. Шателперонско (око 35.000) означава појаву накита, без фигуралних објеката (налази кости и камених плочица са правилно размакнутим урезима. Окера има много.
- Примитивни период - стил 1 и 2, припада времену Орињака (око 30.000 год.), откривене су угравиране фигуре, веома апстрактне, које приказују главе или тело животиња које се не могу идентификовати. Стил 2 се јавља око 25.000 год. и развија се из стила 1, ликови животиња су једнолики, могу се препознати бизони, коњи, мамути... Људска фигура је стилизована.
- Архаични период се развија из стила 2 (око 20.000 до 15.000 год.), и карактерише га овладавање техником и квалитетним сликама, скулптурама и гравурама. Необичне пропорције често наводе на помисао да је реч о гравидним животињама.
- Класични период се развија у магдаленијену (око 15.000 до 11.000 год.) током кога обликовање фигура достиже веома висок степен реализма. Животињски ликови су сведени на готово природне пропорције, уочава се мноштво детаља.
- Касни период (око 10.000 год) током кога престаје украшавање пећина и уметност се усредсређује на предмете.

Ова подела палеолитске уметности је прихваћена као тренутно важећа у историји уметности, међутим, скори налази у пећини Шове (Chauvet) у Француској знатно мењају ова раздобља, јер се цртежи нађени у њој по својој реалистичности и снази приказа могу сврстати у „класично раздобље“, иако су помоћу методе активног угљеника датирани у 32.000 година ПНЕ.

## Сахрањивање у палеолиту
Прва сахрањивања везују се за неандерталца. Значајни локалитети:
- Тешик таш у Туркменистану - нађен је скелет неандерталског дечака између 5 костура побијених козорога, поређаних у круг и окружених крупним камењем.
- Ферасје (фр. Ferrassie) - Под стеном покопани скелети мушкарца и жене, заштићени покровом од камена. У близини је дечји скелет покривен плочом, около су животињске кости и пепео.
- Шапел о Сен - Скелет мушкарца у гробном јами, поред кога су нађени и стругачи.

Сви ови скелети су у положају „спавача“, благо савијени. Појављује се и црвени окер.
- Монте Чирчео - 1939. нађена је неандерталска лобања у „гнезду“ од камена. Лобања је без мандибуле и посткранијалног скелета. Десна очна шупљина доказује да је раније била здробљена, а окципитални отвор је оштећен и проширен.
- Крапина - Пронађени су остаци најмање 13 неандерталаца у разбијеним и расутим деловима.
- Шанидар - Налазиште је у Ираку, откривена је тзв. „Цветна сахрана“, датује се у период од пре око 60.000 година. Налаз је неандерталског тела, претпоставља се да је био усмрћен каменим блоковима палим са таванице, па су га савременици затрпали хрпом камења.

### Млађи палеолит:
- Мас д Азил - налазиште је из Магдаленског периода. 1961. откривена је лобања младе жене, без мандибуле, у очним дупљама имала је плочице од кости.

## Археолошка налазишта на територији Балкана
- Градац, пећина под Јерининим брдом, код Крагујевца, Србија
- Рисовача, код Аранђеловца, Србија,

Оба локалитета су мустеријерска налазишта (култура Мустеријер је названа према пећини фр. da Moustier, на обали Везера у Дордоњи), на којима су нађени троугаони шиљци, издужени стругачи, листолики делтоидни шиљци. У Градцу су нађена и два огњишта (ватришта). Рисовача је истраживана 1955-1961. под руководством др Бранка Гавеле. Дебљина културног слоја варирала је од 3 до 4m. Овде је поред огњишта нађено и оруђе од окресаног силекса, обрађене кости и фосилни остаци праисторијских животиња. Велику пажњу привлаче они артефакти који својим одликама имају елементе култура средњег и позног палеолита.
- Црвена стијена, село Петровићи, (Доњи Бањани) код Никшића, Црна Гора, откривена је 1954. Откривено је 15 културних хоризоната са 31 културним слојем и дубином од 20 до 30 метара.
- Крапина, Хрватска, 1899. ископавао је Д. Горјановић. Откривено је 13 скелета неандерталаца, мустеријенска артефакта типа левалоа.
- Беталов сподмол, Словенија- откривено 5 хоризоната, од мустеријера, мадлена до епипалеолита.
- Поточка зијалка, Словенија - орињак
- Сеиди, Тесалија, Грчка - орињак, пећина поред реке Пенеј. Има три хоризонта:
  - 1. тип левалоа (фосили крупних животиња)
  - 2. тип орињак
  - 3. испод језерског седимента

Пронађено је оруђе типа левалоа, израђивано од карнелијана - стругачи, длета, сврдла
- Елида, Пелопонез, Грчка - орињак. 3 квартарна хоризонта, ископавања водио А. Лероа-Гуран.

## Поређење геолошке епохе, периода и фосилних налаза
| милиони година       | геолошка епоха             | период                                      | фосили |  |
| -------------------- | -------------------------- | ------------------------------------------- | --- |  |
| 3.000 милиона година | АРХАЈСКА ЕРА               | ЕОЗОИК                                      | непоуздани тргови живота пред крај периода                                                                                       |  |
| 600 милиона година   | ПАЛЕОЗОЈСКА (примарна) ЕРА | - КАМБРИЈУМ - СИЛУР - ДЕВОН - КАРБОН - ПЕРМ | прве водене животиње, нема кичмењака живот још у води, - први водени кичмењаци - први остаци сувоземаца - појава првих гмизаваца |  |
| 200 милиона година   | МЕЗОЗОИК (секундарна ера)  | - ТРИЈАС - ЈУРА - КРЕДА                     | - царство првих гмизаваца, појава првих птица - непоуздани трагови првих сисара, водоземци се повлаче                            |  |
| 70 милиона година    | ТЕРЦИЈАР (КЕНОЗОИК)        | - ПАЛЕОЦЕН - ЕОЦЕН - ОЛИГОЦЕН - МИОЦЕН      | - 50. милиона година - адапис - 40-35 милиона год. - некролемур - 35-30 милиона год - бранисела,                                 |  |
| 1,87 милиона година  | ТЕРЦИЈАР                   | ПЛИОЦЕН                                     | аустралопитекуси |  |
| 0,01 милиона година  | КВАРТАР                    | - ПЛЕИСТОЦЕН - ХОЛОЦЕН                      | живот током Квартара погледати овде                                                                                              |  |